# Allan Quatermain

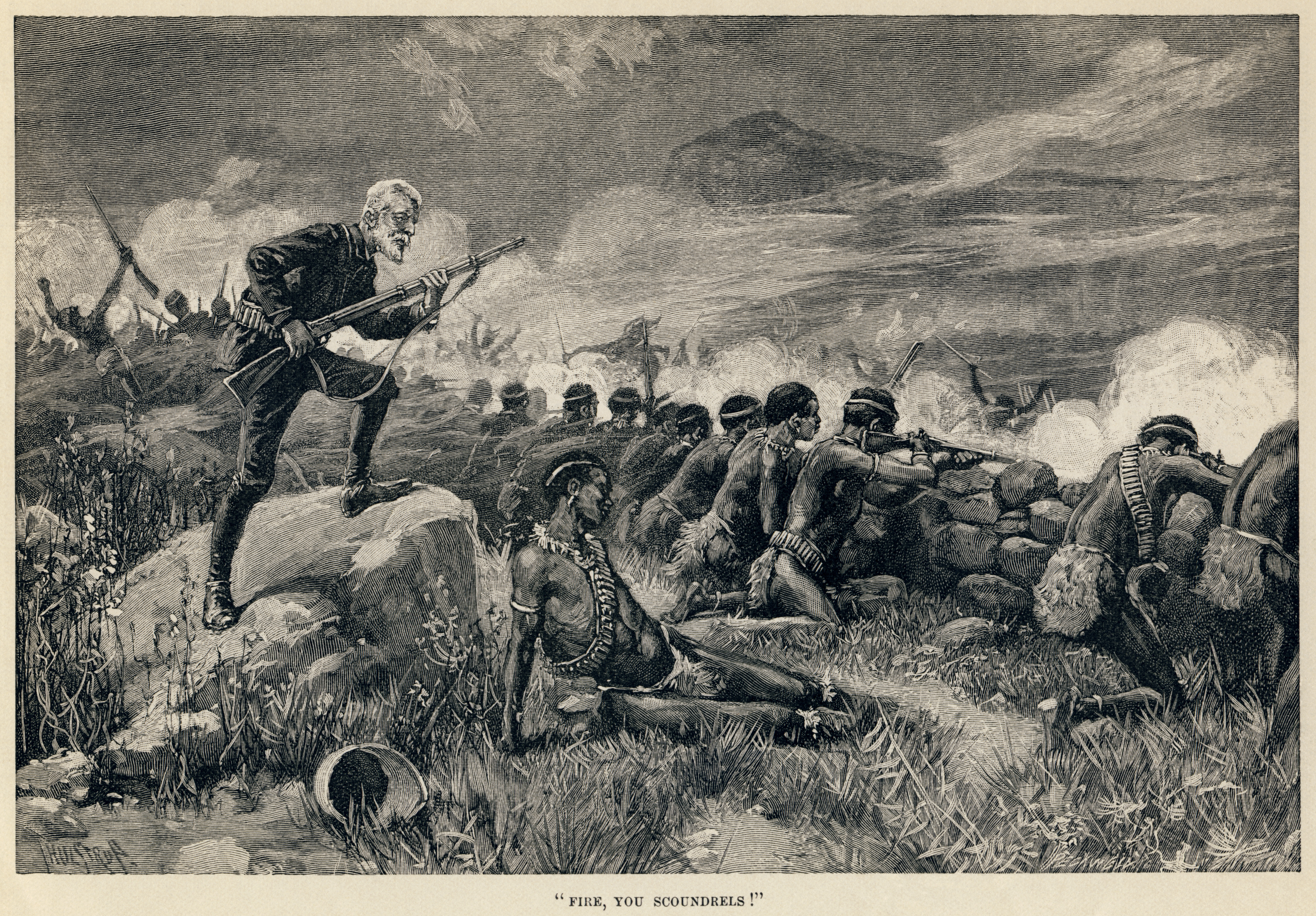
Allan Quatermain volgens een illustratie bij een uitgave uit 1888

Allan Quatermain is een personage. Hij is de protagonist van H. Rider Haggards roman King Solomon's Mines uit 1885 en de verschillende vervolgen en prequels daarvan. Allan Quatermain was ook de titel van een boek in deze reeks.
Quatermain is een Engelse professionele jager op groot wild en handelaar in het zuiden van Afrika. Hij is een ultiem buitenmens die Engelse steden en het klimaat daar ondraaglijk vindt en daarom het grootste deel van zijn leven liefst in Afrika doorbrengt.

## League of Extraordinary Gentlemen
De Engelse schrijver Alan Moore gebruikte Quatermain later als een van de hoofdpersonages in diverse comicreeksen genaamd The League of Extraordinary Gentlemen, wat ook een verfilming opleverde. Hierin wordt Quatermain gespeeld door Sean Connery.
In de filmversie van King Solomon's Mines uit 2004 wordt Allan Quatermain gespeeld door Patrick Swayze.